# Габу
Габу̀ (на португалски: Gabú) е регион в източна Гвинея-Бисау. Площта му е 9150 квадратни километра, която го прави най-големият регион в Гвинея-Бисау, а населението – 215 530 души (по преброяване през март 2009 г.). Граничи на север със Сенегал, а на изток и юг с Гвинея. Реката Корубал протича през южната част на региона. Столицата на регион Габу е град Габу, с население над 14 000 души. Регионът е разделен на пет сектора – Бое, Габу, Пише, Пирада и Сонкао.